# باب مارتن
باب مارتن (بالإنجليزية: Babe Martin) هو لاعب كرة قاعدة أمريكي، ولد في 28 مارس 1920 في سياتل في الولايات المتحدة، وتوفي في 1 أغسطس 2013 في توسان في الولايات المتحدة.

## وصلات خارجية
- باب مارتن على موقعبيزبول رفرنس.كوم (الدوري الرئيسي) (الإنجليزية)
- باب مارتن على موقعبيزبول رفرنس.كوم (الدوري الثانوي) (الإنجليزية)
- باب مارتن على موقع جمعية أبحاث البيسبول الأمريكية (الإنجليزية)